# 集體歇斯底里
集體歇斯底里（英語：mass hysteria），或稱集體發瘋、群体性心因性疾病，是一個社會學及心理學術語，用來指因集體性的恐慌、錯覺和无病因的疾病症状通過謠言等方式迅速傳播的現象。醫學上也用來指一人以上無意識的有類似實際症狀的現象。
常見的集體歇斯底里表現為一群人都相信他們患上了同樣的疾病。 即群体性心因性疾病或流行性歇斯底里。
通常集體歇斯底里發生之初只有一個人因壓力而導致患病或歇斯底里，隨後其他人也表現出類似症狀，典型的症狀有噁心、肌無力、驚厥以及頭痛。

## 病理学
尽管集体歇斯底里会在人群中的传播，但是其并没有传染源 ，而且与其他集体性妄想不同，集体歇斯底里会表现出具体的躯体症状。巴拉厄特纳辛格姆（Balaratnasingam）和汉卡两位教授称：“目前人类对于集体歇斯底里的了解并不深，关于其病因则几乎没有确定的说法”。 用来识别集体歇斯底里的因素通常包括：
- 无合理躯体原因的症状。
- 症状持续时间短、通常为良性症状。
- 症状迅速发作并迅速恢复。
- 在隔绝的群体中发生。
- 发病群体中至少某部分人过度焦虑。
- 症状通过视觉、声音或口头交流传播。
- 从老年人或地位较高的人发作，顺着年龄尺度向下传播。
- 女性居多。

英国精神病学家西蒙·韦斯利将集体歇斯底里分为两种：
- 集体焦虑型歇斯底里（Mass anxiety hysteria）“由急性焦虑症发作而成，主要发生在学龄儿童身上。事先没有紧张感，通过视觉接触迅速扩散”[13]。
- 集体运动型歇斯底里（Mass motor hysteria） “由运动行为的异常发作而成，任何年龄段均会发生。发作者事先存在紧张感，最初的病例可被确认，且扩散逐步进行……爆发时间可能较长”[13]。

尽管有时群体歇斯底里的发展遵循西蒙的分类，但也有学者提出了不同情况，如尼日利亚迈杜古里大学的阿里·贡贝等人对西蒙的分类提出质疑，并列举了几次可以同时被分为两种情况的群体歇斯底里的爆发。
美国精神医学学会出版的《精神疾病診斷與統計手冊》对群体歇斯底里没有具体的诊断，不过仍在描述转换障碍的文本中指出：“‘瘟疫型歇斯底里’是指‘暴露’于一个共同的诱发因素之后，在一群人中出现共同症状的情况”。

## 外部連結
- "Mass Hysteria." SelfhelpMagazine.com November 3, 2000.
- Six hundred girls in Mexico suffer from collective hysteria （页面存档备份，存于）
- the memory palace podcast episode about mass hysteria incidents （页面存档备份，存于）
- Sri Lanka Mass Hysteria  （页面存档备份，存于）